# Lissonotus flavocinctus multifasciatus
Lissonotus flavocinctus multifasciatus é uma subespécie de coleóptero, que pertence a espécie Lissonotus flavocinctus da tribo Lissonotini (Cerambycinae); com distribuição no México ao Panamá.

## Sistemática
- Ordem Coleoptera
  - Subordem Polyphaga
    - Infraordem Cucujiformia
      - Superfamília Chrysomeloidea
        - Família Cerambycidae
          - Subfamília Cerambycinae
            - Tribo Lissonotini
              - Gênero Lissonotus
                - Espécie L. flavocinctus
                  - Subespécie L. f. multifasciatus Dupont, 1836